# 黃褐刺花蝽
黃褐刺花蝽（学名：Physopleurella armata）为花蝽科刺花椿屬下的一个种。